# کلان‌شهر مستقل روچدیل
کلان‌شهر مستقل روچدیل (به انگلیسی: Metropolitan Borough of Rochdale) یک کلان‌شهر مستقل در انگلستان است که در منچستر بزرگ واقع شده‌است.